# Frank Schild
Frank Schild (* 30. Dezember 1931 in Berlin; † 31. August 2014) war ein deutscher Generalmajor der Bundeswehr.

## Leben
Nach dem Abitur 1952 trat Schild als Offizieranwärter in den Bundesgrenzschutz (BGS) ein. 1955 wurde er zum Leutnant befördert. 1956 trat er in das Heer der Bundeswehr über. Er war Zugführer und Batteriechef in einem Panzerartilleriebataillon.
Von 1963 bis 1965 nahm er am Generalstabslehrgang (H) der Führungsakademie der Bundeswehr (FüAkBw) in Hamburg teil. Danach war er G 1 der 4. Jägerdivision. 1967/68 besuchte er das Command and General Staff College (CGSC) in Fort Leavenworth, Kansas. Von 1970 bis 1972 war er G 3/Op des II. Korps in Ulm und Kommandeur eines Panzerartilleriebataillons. 1973 wurde er Referent im Führungsstab des Heeres. Von 1977 bis 1980 war der Oberst Kommandeur der Luftlandebrigade 27 in Lippstadt.
Von 1980 bis 1982 war der Brigadegeneral Stabsabteilungsleiter Innere Führung, Personal, Ausbildung im Führungsstab der Streitkräfte (Fü S I) und Beauftragter für Erziehung und Ausbildung beim Generalinspekteur der Bundeswehr. Danach war er Stellvertretender Chef des Stabes Plans and Policy Division der Allied Forces Central Europe (AFCENT) in Brunssum, Niederlande. Von 1985 bis 1991 war der Generalmajor Befehlshaber des Wehrbereichskommandos V in Stuttgart. Während dieser Zeit, 1988, war das WBK an der Heeresübung „Landesverteidigung 88“, an dem überwiegend Reservisten teilnahmen, beteiligt. Danach trat er außer Dienst.
Er war ehrenamtlich im Rotary Club aktiv: als Mitglied des RC Stuttgart-Remstal und 1993/94 als Governor im Distrikt 1830.
Schild, evangelisch, war verheiratet und Vater von zwei Kindern.

## Auszeichnungen
- 1991: Verdienstorden des Landes Baden-Württemberg
- 1982: Verdienstkreuz am Bande der Bundesrepublik Deutschland
- 1987: Bundesverdienstkreuz 1. Klasse
- Großes Bundesverdienstkreuz